# فيكتور كرافت
فيكتور كرافت (بالألمانية: Victor Kraft)‏ هو أمين مكتبة وأستاذ جامعي وفيلسوف نمساوي، ولد في 4 يوليو 1880 في فيينا في النمسا، وتوفي بنفس المكان في 3 يناير 1975.